# Umbellula lindahli
Umbellula lindahli is een Pennatulaceasoort uit de familie van de Umbellulidae. De wetenschappelijke naam van de soort is voor het eerst geldig gepubliceerd in 1875 door Kölliker.